# Sarcoglottis itararensis
Sarcoglottis itararensis är en orkidéart som först beskrevs av Friedrich Fritz Wilhelm Ludwig Kraenzlin, och fick sitt nu gällande namn av Frederico Carlos Hoehne. Sarcoglottis itararensis ingår i släktet Sarcoglottis och familjen orkidéer. Inga underarter finns listade i Catalogue of Life.